# World Series of Poker 1977
Le World Series of Poker 1977 furono l'ottava edizione della manifestazione. Si tennero dal 28 aprile al 15 maggio presso il casinò Binion's Horseshoe di Las Vegas.
Il vincitore del Main Event fu Doyle Brunson, al suo secondo successo consecutivo alle WSOP.
Per la prima volta alle WSOP venne organizzato un torneo riservato alle donne.

## Eventi preliminari
| Evento                                    | Vincitore           | Premio  | Ultimo giocatore eliminato |
| ----------------------------------------- | ------------------- | ------- | -------------------------- |
| $500 Ace to Five draw poker               | Billy Allen         | $10.800 | Vic Resnick                |
| $10.000 Deuce to Seven draw poker         | Bobby Baldwin       | $80.000 | Billy Baxter               |
| $5.000 Seven Card Stud                    | Bobby Baldwin       | $44.000 | Ralph Levitt               |
| $500 Seven Card Razz                      | Gary Berland        | $8.300  | Chip Reese                 |
| $1.000 Seven Card Stud Split              | Doyle Brunson       | $62.500 | David Sklansky             |
| $5.000 Ace to Five draw poker             | Perry Green         | $10.000 | Sconosciuto                |
| $1,000 No Limit Hold'em                   | George Thomas Huber | $33.000 | Milton Butts               |
| $1.500 No Limit Hold'em                   | Louis Hunsucker     | $34.200 | Wayne Bingham              |
| $100 Seven Card Stud riservato alle donne | Jackie McDaniels    | $5.580  | Linda Davis                |
| $1.000 Seven Card Stud Split              | Fats Morgan         | $10.800 | Dave Levine                |
| $500 Seven Card Stud                      | Jeff Sandow         | $11.400 | Roger Moore                |
| $5.000 Seven Card Razz                    | Richard Schwartz    | $25.000 | Sconosciuto                |

## Main Event
I partecipanti al Main Event furono 34. Ciascuno di essi pagò un buy-in di 10.000 dollari.

### Tavolo finale
| Piazzamento | Nome          | Premio   |
| ----------- | ------------- | -------- |
| 1°          | Doyle Brunson | $340.000 |
| 2°          | Gary Berland  | $0       |
| 3°          | Milo Jacobson | $0       |
| 4°          | Andy Moore    | $0       |
| 5°          | Sconosciuto   | $0       |
| 6°          | Sconosciuto   | $0       |